# Johann von Rhemen zu Barnsfeld
Johann von Rhemen zu Barnsfeld (* im 16. Jahrhundert; † im 17. Jahrhundert) war Domherr in Münster und Drost zu Gemen.

## Leben

### Herkunft und Familie
Johann von Rhemen zu Barnsfeld entstammte dem westfälischen Rittergeschlecht Rhemen zu Barensfeld. Es hatte seinen Ursprung auf Haus Barnsfeld bei Ramsdorf im Kreis Borken. 1311 werden die Familienmitglieder erstmals als Lehnsherren des Schlosses Wilkinghege genannt, in dessen Besitz sie – mit Unterbrechungen – bis zum Aussterben der Familie blieben. Johann wurde als Sohn des Johann von Rhemen zu Rhede (* 1536–1609) und dessen zweiter Gemahlin Elisabeth von der Tinnen zu Barnsfeld († 1606)
geboren. Sie entstammte dem Erbmännergeschlecht von der Tinnen.

### Wirken
Im Jahre 1590 wurde Johann Domherr in Münster und verzichtete bereits nach einem Jahr Amtszeit auf seine Pfründe. Er wurde Drost in Gemen (heute Stadt Borken). Das Amt des Drosten wurde in Westfalen ausschließlich ritterbürtigen Adeligen übertragen. Deren Aufgabe bestand darin, den Landesherrn in einem bestimmten Gebiet in sämtlichen Angelegenheiten zu vertreten. Später heiratete Johann Katharina Agnes von Münnich. Aus der Ehe ging der Sohn Anton Otto Rudolf von Rhemen zu Barnsfeld hervor.
Er wurde der Nachfolger seines Vaters. Als er im Jahre 1705 starb, erbte seine Schwester Elisabeth Theodora, die 1702 Johann Gerhard von Dinklage geheiratet hatte, das Gut Barnsfeld.

### Sonstiges
Dorothea von der Tinnen, Johanns Tante, war mit Dietrich von Hetterscheid verheiratet und erbte von ihm das Gut Barnsfeld. In ihrem Testament vom 4. Februar 1628 vermachte sie Johann ihren gesamten Besitz. So kam Barnsfeld in den Besitz der Familie von Rhemen.